# 카르포 (위성)

카르포(Carpo) 또는 목성 XLVI는 목성의 자연 위성이다. 이 위성은 하와이 대학교의 스콧 S. 셰퍼드 천문학자 팀이 2003년 발견했다. 처음 발견했을 때에는 S/2003 J 20라는 임시 이름이 붙여졌지만, 2005년 초 카르포라는 이름을 받았다.
카르포의 지름은 약 3km이며, 17.145 Gm의 공전거리를 458.625일에 한번 공전하며 황도로부터 56° 기울어져 있다. 목성으로부터는 55°기울어져 있다. 궤도이심률은 0.4316이다. 카르포보다 더 멀리 있는 모든 위성은 역행 운동을 한다.
2005년 3월, 이 위성의 이름은 제우스의 딸인 호라에 중 한명인 카르포의 이름을 따서 만들어졌다.
테미스토처럼, 이 위성은 독특한 위성들의 모임들을 이루는 군에서 군 안의 위성이 한개인 위성 중 하나이다. 이 위성에서 일어나는 위성의 궤도 경사는 1962년 코자히 요시히가 발견한 코자히 메커니즘으로 제한되었다. 이 효과는 궤도 경사와 궤도이심률이 주기적으로 연관을 맺고 있다는 것이다. 궤도 경사가 추분히 큰 경우, 장축단이 매우 큰 위성의 궤도이심률이 순차적으로 커지게 되고 이는 이오, 칼리스토, 유로파, 가니메데 갈릴레이 위성과 매우 근접하게 된다. 위성은 결국 이들 중 하나 또는 목성과 가까이 붙어 충돌하거나 튕겨져 나갈 것이다. 근점의 세차운동 기간(Pw)은 680만년으로 매우 길다.